# Museu d'ordinadors

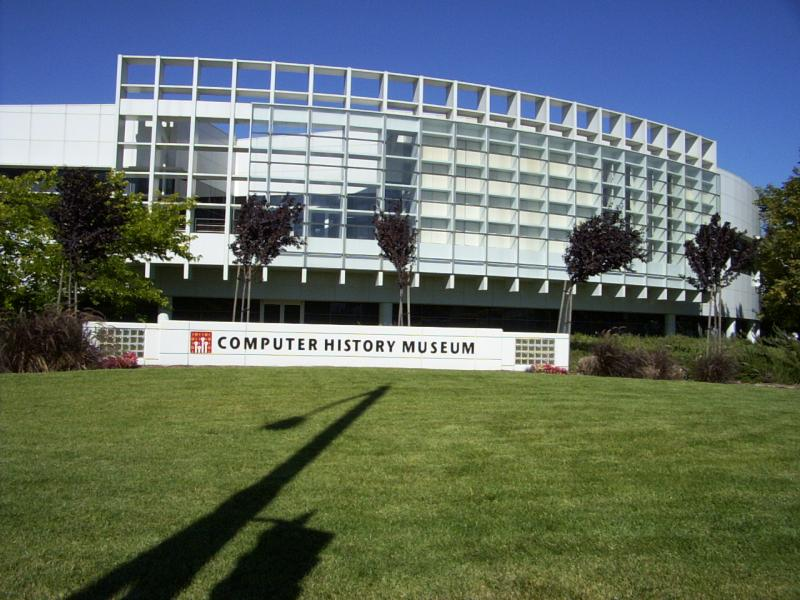
El Museu d'història de la informàtica.

Un museu informàtic es concentra en l'estudi de la història del maquinari i programari informàtic, mentre que un museu és una "institució permanent al servei de la societat i el seu desenvolupament, obert al públic, que adquireix, conserva, investiga, comunica, i exhibeix els patrimonis de la humanitat i el seu ambient tant tangibles com intangibles, per tal de servir a l'educació, estudi, i entreteniment", com ho defineix el Consell internacional de museus.

## Museus online
- Bitsavers - Ampli arxiu de programari i maquinari.
- Història de la computació Bull
- Institut Charles Babbage
- Computer History Museum
- Columbia University Computing History
- Early Office Museum - Comptabilitat, sumadores, calculadores, màquines tabuladores.
- Eniac Museum, Universitat de Pennsilvània
- Arxius d'Ibm
- Information Processing Society of Japan - Ipsj Computer Museum
- Living Computer Museum - ... provides registered users with the opportunity to telnet into these devices and experience computing on "antique" mainframes.
- old-computers.com - L'any 2006 tenia una col·lecció de 935 ordinadors, 84 consoles i 98 pongs.
- Museu informàtic virtual rus
- The Apple Museum - ...una col·lecció de més de 350 productes Apple
- The Computer Collector
- Virtual Museum Of Computing - ...una col·lecció diversa d'enllaços i recursos online
- Videocard virtual museum

## Museus a Amèrica del Nord
- American Computer Museum (Bozeman, Mont.) - Claims to be the oldest that is currently operating
- Charles Babbage Institute (Minneapolis and St. Paul, Minn.)
- Computer History Museum (Mountain View, Ca.) - Claims to be the largest
- Digibarn Computer Museum (Boulder Creek, Ca.)
- iMusée Arxivat 2019-09-20 a Wayback Machine. (Montreal, Quebec, Canada)
- Infoage Science/history Learning Center (Camp Evans, New Jersey)
- Intel Museum (Santa Clara, Ca.)
- Microsoft Visitor Center (Redmond, Wash.) - ...vision, products, culture, and history of Microsoft.
- Old Computer Museum (Mass.) - Private collection
- Personal Computer Museum (Brantford, Ontario, Canada)
- Rhode Island Computer Museum (North Kingstown, Rhode Island)
- Smithsonian Computer History Collection (Wash. D.C.)

## Museus a Europa
- Retro Computer Museum (Leicestershire, Anglaterra) - Dies amb esdeveniments interactius.
- ComputerMuseum ??Muenchen (Múnic, Alemanya) - Amb una divisió dedicada a Seymour Cray/Cdc/Cray Research Arxivat 2012-01-22 a Wayback Machine.
- Fwt Unesco Computer Museum (Padova, Itàlia)
- Heinz Nixdorf Museum Arxivat 2006-12-08 a Wayback Machine. (Paderborn, Alemanya) - Es declaren el museu més gran.
- Casa de la història de Processament d'informació d'Ibm Arxivat 2012-01-24 a Wayback Machine..[2] (Sindelfingen, Alemanya)
- Museum Of Computing (Swindon, el Regne Unit)
- The Center For Computing History (Haverhill, Suffolk, el Regne Unit)
- The Jim Austin Computer Collection (York, Anglaterra) - Col·lecció privada que es pot visitar prèvia cita.
- The National Museum Of Computing (Bletchley Park, Anglaterra) - Conserva i exhibeix equips relacionats amb activitats criptogràfiques al Regne Unit durant la Segona Guerra Mundial.
- The technikum29 museum (nr. Frankfurt-am-main, Alemanya) - Un petit museu de tecnologies de comunicació i de computació especialitzat a mantenir equips en perfecte estat de funcionament.
- Arxiu nacional del Regne Unit per la història de la computació Arxivat 2012-01-13 a Wayback Machine. (Manchester, Anglaterra) - Centrat en la conservació de documents històrics relacionats amb la computació, més que en els ordinadors mateixos.
- Universitat d'Amsterdam - Museu de la computació (Holanda)